# Pamiętnik przyszłości
Pamiętnik przyszłości (jap. 未来日記 Mirai nikki) – shōnen-manga z gatunku fantastyki naukowej, autorstwa Sakae Esuno, wydawana w czasopiśmie „Shōnen Ace” należącym do Kadokawa Shoten w latach 2006–2010. 
Na jej podstawie studio Asread w 2011 roku zrealizowało 27-odcinkowy serial anime (26 odcinków + jeden original video animation), które było emitowane od października 2011 do kwietnia 2012.
W Polsce manga ukazała się pod tytułem „Pamiętnik przyszłości” i została wydana przez wydawnictwo Waneko. 

## Fabuła
Bohaterem mangi i anime jest 14-letni chłopiec Yukiteru „Yuki” Amano, który w szkole uchodzi za odludka, a jego jedyną rozrywką jest pisanie pamiętnika w telefonie komórkowym i rozmowa z wymyślonym przyjacielem Deusem Ex Machiną i jego pomocnicą, Murmur. Pewnego dnia okazuje się, że Deus istnieje naprawdę i jako Bóg Czasu i Przestrzeni, organizuje grę, która ma wyłonić jego następcę. Obdarowuje wówczas Yukiteru i jedenaścioro innych uczestników gry „Pamiętnikami przyszłości” – pamiętnikami, które pokazują to, co dany użytkownik dopiero zrobi. Jedynym sprzymierzeńcem głównego bohatera okazuje się być inna uczestniczka gry Yuno Gasai.

## Obsada
Lista dubbingowanych postaci:
- Misuzu Togashi – Yukiteru Amano (Pierwszy)
- Tomosa Murata – Yuno Gasai (Druga)
- Jin Domon – Takao Hiyama (Trzeci)
- Mai Aizawa – Minene Uryū (Dziewiąta)
- Masahiko Tanaka – Keigo Kurusu (Czwarty)
- Eri Sendai – Tsubaki Kasugano (Szósta)
- Yoshihisa Kawahara – Yomotsu Hirasaka (Dwunasty)
- Asami Sanada – Reisuke Houjou (Piąty)
- Hirokazu Hiramatsu – Karyuudo Tsukishima (Dziesiąty)
- Tomokazu Seki – Marco Ikusaba (Siódmy)
- Natsuko Kuwatani – Ai Mikami (Siódma)
- Hiromi Konno – Kamado Ueshita (Ósma)
- Takaya Hashi – John Bacchus (Jedenasty)
- Norio Wakamoto – Deux Ex Machina
- Akira Ishida – Aru Akise
- Makoto Ishii – Masumi Nishijima

## Manga
Kolejne rozdziały mangi publikowane były w czasopiśmie „Shōnen Ace” wydawnictwa Kadokawa Shoten od 26 stycznia 2006 do 25 grudnia 2010 roku.
| Nr | Język japoński       | Język japoński         | Język polski     | Język polski           |
| Nr | Data wydania         | ISBN                   | Data wydania     | ISBN                   |
| -- | -------------------- | ---------------------- | ---------------- | ---------------------- |
| 1  | 21 lipca 2006        | ISBN 978-4-04-713839-1 | 3 listopada 2014 | ISBN 978-83-64508-68-4 |
| 2  | 24 października 2006 | ISBN 978-4-04-713872-8 | 7 stycznia 2015  | ISBN 978-83-64508-69-1 |
| 3  | 23 marca 2007        | ISBN 978-4-04-713912-1 | 3 marca 2015     | ISBN 978-83-64508-70-7 |
| 4  | 24 października 2007 | ISBN 978-4-04-713954-1 | 4 maja 2015      | ISBN 978-83-64508-71-4 |
| 5  | 22 lutego 2008       | ISBN 978-4-04-715026-3 | 3 lipca 2015     | ISBN 978-83-64508-72-1 |
| 6  | 24 czerwca 2008      | ISBN 978-4-04-715072-0 | 4 września 2015  | ISBN 978-83-64508-73-8 |
| 7  | 20 listopada 2008    | ISBN 978-4-04-715130-7 | 3 listopada 2015 | ISBN 978-83-64508-74-5 |
| 8  | 22 maja 2009         | ISBN 978-4-04-715248-9 | 5 stycznia 2016  | ISBN 978-83-64508-75-2 |
| 9  | 19 listopada 2009    | ISBN 978-4-04-715323-3 | 4 marca 2016     | ISBN 978-83-64508-76-9 |
| 10 | 24 marca 2010        | ISBN 978-4-04-715400-1 | 6 maja 2016      | ISBN 978-83-64508-77-6 |
| 11 | 7 grudnia 2010       | ISBN 978-4-04-900801-2 | 8 lipca 2016     | ISBN 978-83-64508-78-3 |
| 12 | 22 kwietnia 2011     | ISBN 978-4-04-715679-1 | 4 września 2016  | ISBN 978-83-64508-79-0 |

### Spin-off
| Nr      | Data wydania (język japoński) | ISBN (język japoński)  |
| ------- | ----------------------------- | ---------------------- |
| Mosaic  | 20 listopada 2008             | ISBN 978-4-04-715129-1 |
| Paradox | 24 marca 2010                 | ISBN 978-4-04-715412-4 |
| Redial  | 23 lipca 2013                 | ISBN 978-4-04-120616-4 |

## Odbiór
W 2012 roku, po zakończeniu serii stwierdzono, że manga sprzedała się łącznie w 4 milionach egzemplarzy. Redakcja polskojęzycznego magazynu tanuki.pl oceniła mangę 7/10. Taką samą ocenę wystawili recenzenci anime tegoż serwisu.
Pomiędzy kwietniem a lipcem 2012 Fuji TV wyemitowała także 11-odcinkową dramę live-action. W 2010 Kadowaka Shoten wydało także powieść wizualną zatytułowaną Mirai Nikki 13-nin-me no Nikki Shoyūsha (jap. 未来日記 -13人目の日記所有者-) na platformę PlayStation Portable.